# هاگنبرون
هاگنبرون (به آلمانی: Hagenbrunn) یک منطقهٔ مسکونی در اتریش است که در ناحیه کورنویبورگ واقع شده‌است. هاگنبرون ۱٬۵۷۵ نفر جمعیت دارد.